# Gouvernement djiboutien
D’après la constitution de 1992, le Gouvernement djiboutien constitue l’une des représentations de l’exécutif de la république de Djibouti, chargée « d’assister et de conseiller le président de la République dans l’exercice de ses fonctions » (alinéa 2 de l’article 40).
Nommé par le président de la République sur proposition du premier ministre, le gouvernement est placé sous l’autorité politique du président, duquel il est responsable, quand le premier ministre « coordonne et anime [son] action » (alinéa 5 de l’article 40).

## Composition
Tous les membres du Gouvernement djiboutien sont nommés par un décret présidentiel, sur proposition du premier ministre. Leur position au sein du gouvernement correspond à un ordre protocolaire particulier énoncé lors du décret de nomination :
- le premier ministre : il coordonne l’action de l’équipe gouvernementale (il n’est pas chef de gouvernement) ; nommé par le président de la République, il est chargé de fournir une liste de ministres, qui forment avec lui le gouvernement ;
- les ministres : ils sont à la tête de départements ministériels propres qu’ils sont chargés d’administrer par arrêtés ou circulaires ;
- les ministres délégués : placés sous l’autorité d’un ministre, ils sont chargés d’un portefeuille ministériel dépendant dudit ministre ;
- les secrétaires d’État : également placés sous l’autorité d’un ministre, ils sont considérés dans l’ordre protocolaire comme inférieurs aux précédents ;
- le porte-parole de gouvernement : souvent liée à une attribution ministérielle, cette fonction correspond à l’expression de la position gouvernementale.

L’actuel décret sur les attributions ministérielles est le décret n°2013-058/PRE du 14 avril 2013 qui organise un gouvernement de 23 membres (un premier ministre, seize ministres, dont le porte-parole, deux ministres délégués, ainsi que trois secrétaires d’État).